# Boyz II Men
Boyz II Men es un grupo de R&B/soul de Filadelfia, Pensilvania. Fundado en 1985 como un quinteto, aunque el grupo alcanzaría la fama como cuarteto con Wanya Morris, Michael McCary, Shawn Stockman y Nathan Morris, en Motown Records durante principios de la década de los 90's.
En cuanto a ventas se refiere, Boyz II Men es uno de los grupos más exitosos de R&B de todos los tiempos. Han colocado cinco sencillos en el #1 entre 1992 y 1997, y desde entonces han vendido más de 70 millones de discos. Tres de sus números uno, "End of the Road", "I'll Make Love to You" y "One Sweet Day" (un dueto con Mariah Carey), rompieron récords de periodos más largos de tiempo de un sencillo en el #1 de Billboard Hot 100. 
Primero, Boyz II Men firmó con Motown Records desde 1990 hasta 2000, cuando abandonaron para marcharse a Universal Records. Tras el álbum Nathan Shawn Michael Wanya de 2000, Boyz II Men se movieron a Arista Records. En 2003, Michael McCary abandonó el grupo debido a unos problemas crónicos de espalda que resultaron ser esclerosis múltiple. Desde 2005 Wanya Morris, Shawn Stockman y Nathan Morris continúan en el grupo como trío.

## Historia

### Comienzos
El grupo que más tarde se convertiría en Boyz II Men fue fundado en 1985 en el Instituto de las Artes Creativas y Artísticas de Filadelfia, Pensilvania. Allí, los amigos Nathan Morris y Marc Nelson habían estado juntos en varios grupos de R&B, y todos ellos resultaron un fracaso. Con los tenores Wanya Morris y Shawn Stockman, y el basso Michael McCary, comenzaron a actuar como "Unique Attraction".
Los miembros de Unique Attraction idolatraron a New Edition, uno de los grupos más populares de R&B de los 80. Encontraron la inspiración en las armonías y rutinas de New Edition, y renombraron el grupo a Boyz II Men tras una de las canciones de New Edition.
Sacados entre bastidores después de un concierto en 1989 de Bell Biv DeVoe, Boyz II Me realizaron una interpretación a capela del tema "Can You Stand the Rain" de New Edition para Michael Bivins, líder de New Edition y Bell Biv DeVoe. Bivins quedó impresionado por el grupo, y comenzó los planes para firmarlos para Motown Records. Pero antes de que el grupo comenzara a grabar, Marc Nelson abandonó el grupo debido a conflictos personales, reduciendo el quinteto a cuarteto.

### Cooleyhighharmony
El primer álbum de Boyz II Men fue Cooleyhighharmony, lanzado en 1991 bajo Motown Records y producido por Michael Bivins. El sonido new jack swing de Cooleyhighharmony y los sampleos en general eran similares a los de Bell Biv DeVoe, pero con un clásico y suave soul en vez de los rapeos de BBD. Este estilo fue conocido como "hip hop doo wop" por el grupo y por Bivins, quién presentó al público a Boyz II Men y al grupo adolescente de R&B Another Bad Creation como protegidos de BBD.
El primer sencillo de Boyz, producido por Dallas Austin, fue "Motownphilly" con la colaboración vocal de BBD, y lo acompañó un video musical que presentaba al grupo a la escena del hip hop (el video también incluía cameos de Black Thought y ?uestlove de The Roots antes de que alcanzaran la fama). El segundo sencillo fue una remezcla del clásico Motown "It's So Hard to Say Goodbye to Yesterday" de G.C. Cameron (de la película Cooley High de 1975), mientras que "Uhh Ahh" se trató del tercer sencillo.
Como método de marketing, cada miembro del grupo se inventó un apodo. Wanya fue "Squirt", Shawn "Slim", Michael simplemente "Bass", y Nathan "Alex Vanderpool".
Por entonces, Wanya Morris se convirtió en el de-facto líder del grupo, manejando las operaciones e intereses comerciales, aunque el grupo nunca presentó a un miembro como más importante que otro.
Cooleyhighharmony fue todo un éxito para el grupo, para Bivins y para Motown. Acabaría vendiendo nueve millones de copias en US y dieciocho millones a nivel mundial, "Motownphilly" y "It's So Hard to Say Goodbye to Yesterday" fueron #1 de R&B y Top 5 en las listas de pop de Estados Unidos, además del Grammy que el álbum recibió en 1992 como "Mejor Actuación Vocal por un Dúo o Grupo con Vocales". Viajando por el país, su mánager de gira Khalil Roundtree fue asesinado, y las futuras interpretaciones de "It's So Hard to Say Goodbye to Yesterday" fueron dedicadas a él.

### "End of the Road"
En una gira en 1992, Boyz II Men regresó brevemente al estudio para grabar el sencillo "End of the Road", coescrito y producido por Kenneth "Babyface" Edmonds, para la banda sonora de la película Boomerang en la que Eddie Murphy actúa. "End of the Road" se convirtió en un exitazo, manteniéndose en el número uno de la Billboard Hot 100 durante trece semanas y rompiendo el anterior récord de once semanas que ostentaba el mismísimo Elvis Presley con "Don't Be Cruel"/"Hound Dog" en 1956. Cooleyhighharmony fue reeditado en 1993 con "End of the Road" como especial "bonus track". Este éxito rápidamente consolidó a Boyz II Men como estrellas, e incrementó la expectación de su segundo álbum.

### II
El 31
08 de 1994 lanzaron su segundo álbum, II. La mayoría de las canciones fueron escritas y producidas por Babyface y el exitoso equipo de producción Jimmy Jam & Terry Lewis. En cambio, Michael Bivins se distanció de Boyz II Men para enrolarse en otros proyectos y actos. Varios sencillos de II se convirtieron en éxito, como "On Bended Knee", "I'll Make Love to You" y "Water Runs Dry". "Thank You" y el tema de hip hop soul "Vibin'" no triunfaron en el Top 20 de Estados Unidos, pero "Water Runs Dry" fue #2, y "I'll Make Love to You y "On Bended Knee" #1.
"I'll Make Love to You" superó el récord de "End of the Road" de trece semanas en el número uno, con catorce. "On Bended Knee" reemplazo a "I'll Make Love to You" en lo más alto de la lista, haciendo de Boyz II Men el tercer grupo o artista en substituirse a sí mismo en el #1, tras Elvis y The Beatles. Mientras tanto, II vendió 12 millones de copias solamente en Estados Unidos, y 20 millones en todo el mundo, 
convirtiéndose en uno de los grupos más exitosos en cuanto a ventas en la historia del R&B.

### 1995: Colaboraciones
Durante 1995, Boyz II Men apareció en varias grabaciones de otros artistas. Wanya Morris apareció en el sencillo "Brokenhearted" de Brandy, mientras que el grupo al completo colaboró con LL Cool J en su éxito "Hey Lover" de 1995.
La colaboración con Mariah Carey demostró ser la más notable. "One Sweet Day", un dueto entre Carey y Boyz II Men fue incluido en su LP Daydream de 1995, fue un éxito rotundo y encabezó las listas de pop de Estados Unidos durante dieciséis semanas.

### Evolution y Conflictos Con Motown Records
Motown Records publicaría "The Remix Collection" un álbum de Remixes de canciones de Cooleyhighharmony y II. El grupo así mismo se había negado a la publicación del álbum, debido a que aquella compilación no representó un buen material musical. Después que la casa disquera liberará el álbum, hubo un desacuerdo entre el grupo y los manejadores de Motown. Boyz II Men iniciaría su propia empresa de grabación "Stonecreek" ( que liberó el material de Uncle Sam), ya la distribución no sería de Motown Records sino de Epic Records.
El Álbum de Boyz II Men, "Evolution" fue lanzado al el 23 de septiembre de 1997 con muy poca promoción, solo llegó vender 257.000 copias en su debut, muy por debajo de II que debutó con 343.000 copias en su primera semana. Evolution llegó a vender cerca de 4 millones a nivel mundial. Solo un sencillo llegaría al #1 " Four Seasons Of Loneliness". El segundo sencillo " A Song For Mama" tuvo un buen éxito alcanzando en #7 del Billboard Hot 100, siendo parte de la banda sonora de la película "Soul Food", el tercer sencillo sería " I Can't Let Her Go", no tuvo buen recibimiento en EE. UU., pero si buen empuje en UK.
La Gira Mundial comenzó en 1997. "Evolution Tour" era muy recibido en términos de ventas de boleto, pero entre bastidores, Boyz II Men fue sacudido por conflictos con su Casa Discográfica (Motown Records), y conflictos internos entre los miembros del grupo. Haciendo los asuntos peores, los problemas de salud comenzaron a cobrar su precio sobre el grupo también. Mientras el Tour para apoyar el álbum Evolutión, Wanya Morris desarrolló un pólipo sobre sus cuerdas vocales que forzaron el grupo a aplazar la parte del Tour hasta que él se recuperara. La escoliosis de McCary hizo que fuera imposible que él participara en la mayor parte de las rutinas de baile del grupo.
Boyz II Men fue nominado para dos Grammys en 1998: Mejor R*B Álbum por "Evolution" y Mejor R*B Interpretación Vocal por un Dúo o Grupo para " A Song For Mama".

### Inspiraciones, influencias e impacto
Por entonces, Boyz II Men era un grupo muy popular, no solo en Estados Unidos sino en todo el mundo. Popular tanto en el mainstream como en el público del R&B, consiguió reconocimiento como una versión de los 90 de The Temptations, un grupo Motown de R&B de los 60 de gran éxito. Otros artistas que sirvieron de inspiración a Boyz II Men fueron The Four Tops y Smokey Robinson & the Miracles, además de sus mentores New Edition.
y el cantante jeiser ferrer
m.
Las influencias del grupo fueron sentidas y escuchadas en todo el mundo del R&B, con varios competidores que mostraban una obvia influencia en el trabajo y estilo de Boyz II Men, como son Shai, Soul for Real, BLACKstreet, All 4 One, y más tarde Dru Hill, Jagged Edge, y Az Yet (grupo en el que se encontraba el pasado miembro Marc Nelson). Su competidor más cercano fue Jodeci, dúo de Uptown Records, que con su estilo más sexual tuvo una gran rivalidad sana con Boyz II Men. El estilo de Jodeci tenía sus propios seguidores (muchos de ellos Dru Hill y Jagged Edge, que a la vez también lo eran de Boyz II Men), pero su influencia en el mundo de la música no era tan extensa como la de Boyz II Men.
Cabe destacar que muchos productores musicales, en particular Lou Pearlman, vieron la popularidad de Boyz II Men con el público de raza blanca, con lo que se desarrollaron varios grupos inspirados en Boyz, pero con cantantes masculinos blancos en vez de negros. A causa de esto, a menudo Boyz II Men están considerados como los pioneros de las llamadas "boy band" que se hicieron muy famosas a finales de los años 90 con los Backstreet Boys y *NSYNC, y con otros como 98 Degrees, grupo de Motown.

### Nathan Michael Shawn Wanya
En 1999 la empresa matriz de Motown fue comprada por Universal Music Group. Motown se fusionó con Universal Records (de UMG), donde Boyz II Men fueron firmados de nuevo.
Su único LP en Universal fue Nathan Michael Shawn Wanya, en 2000, y fue principalmente escrito y producido por el grupo en un intento de actualizar su sonido y rechazar a los críticos que cuestionaban su dependencia en los éxitos realizados por Babyface. Las ventas no fueron buenas, tan solo 500.000 copias, y los dos sencillos "Pass You By" y "Thank You in Advance" no se convirtieron en éxitos.

### Full Circley "The Color of Love"
Boyz II Men abandonó Universal en 2001, y posteriormente el sello publicó un álbum de grandes éxitos titulado Legacy: The Greatest Hits Collection, para liquidar su contrato. Tras firmar un nuevo contrato con Arista Records en 2002, Boyz II Men comenzó a grabar su próximo álbum, Full Circle, y reclutó a Babyface para el nuevo sencillo "The Color of Love". Arista comisionó un video de alto presupuesto, grabado en cuatro lugares diferentes por cuatro directores diferentes; Little X filmó escenas con Michael McCary en India, Hype Williams filmó a Shawn Stockman en Tokio, Benny Boom filmó a Nathan Morris en Ghana, y Chris Robinson a Wanya Morris en Puerto Rico, para finalmente ser todos filmados en Nueva York. Como resultado, el videoclip tuvo buen estreno en BET, pero fallo a la hora de impactar al público, y justamente como Nathan Michael Shawn Wanya, se vendieron 500.000 copias.

### Throwback
El 30 de enero de 2003, Michael McCary abandonó el grupo y se retiró del mundo de la música. Boyz II Men terminó el contrato con Arista el 30 de abril, y los tres miembros restantes del grupo se tomaron un descanso temporal. Tras un año sabático, Boyz II Men creó el sello independiente MSM Music (distribuido por Koch Records), y publicó el LP Throwback, Vol. 1, una colección de remezclas de canciones como "Let it Whip" (de The Dazz Band), "Human Nature" (de Michael Jackson) y "What You Won't Do for Love" (de Bobby Caldwell). Throwback, Vol. 1 alcanzó el #52 en Billboard 200, y el Vol. 2 se espera para un futuro no muy lejano. El grupo realizó una gira independiente por Norteamérica y Asia para presentar las Throwback series.

### The Remedy
Álbum doble que incluye completamente nuevas versiones de algunos de los éxitos originales del grupo. En el otro disco se podrán escuchar nuevas canciones como "Muzak", "Boo'd Up", "Here I Come", "Crush", "The Perfect Love Song", y "You Don't Love Me". el álbum fue estrenado en Japón el 8 de diciembre de 2009 y 14 de febrero de 2007 en Estados Unidos solo por la web oficial del grupo. Su sencillo "Muzak" tuvo un buen recibimiento en las listas japonesas pero no en los Estados Unidos. Su videoclip fue el primero del grupo sin su antiguo miembro Mike McCary.

### Motown: A Journey Through Hitsville USA
A mediados de 2007 el grupo emitió que lanzaría al mercado un nuevo disco titulado Motown: A Journey Through Hitsville USA bajo el sello Decca Records UMG. El LP es un álbum compuesto por canciones Hit de la Motown Records, coproducido por el jurado de American Idol "Randy Jackson". El LP incluye canciones de The Temptations("Just My Imagination"), Marvin Gaye ("Ain't Nothing Like the Real Thing", "Mercy Mercy Me"), Smokey Robinson & the Miracles ("The Tracks of My Tears") y el mismo clásico de Boyz II Men ("End Of The Road"). El Disco debutó en el puesto #27 del Billboard 200 y #8 en UK. En su primera semana vendió 42.000 mil copias.
Para la 51st de los Premios Grammy, Boyz II Men fue nominado a Mejor Álbum de R&B por:(Motown: A Journey Through Hitsville USA), y a Mejor Canción R&B por Dúo o Grupo Vocal por: ("Ribbon In The Sky").

### Love
(Love) Es el noveno álbum de estudio producido por Boyz II Men. El álbum será estrenado el 23 de noviembre de 2009. Como el álbum anterior: (Motown: A Journey Through Hitsville USA) este álbum también será producido por el juez de American Idol "Randy Jackson" y "Boyz II Men". El álbum será compuesto de canciones de amor. Los tracklist confirmados son:
- "Open Arms"
- "Cupid"
- "I Can't Make You Love Me"
- "Time After Time"

Este álbum vendió en su primera semana más de 15,000 mil copias a nivel mundial no siendo lo esperado, su sencillo I Can't Make You Love Me llegó al #74 de la lista de R&B-Hip Hop Song del Billboard.
En febrero de 2011 se celebrara en 20th aniversario del grupo sin Michael McCary según fuentes del grupo.

### Twenty
Twenty es el décimo álbum lanzado por el grupo de R & B Boyz II Men . El álbum fue lanzado en los Estados Unidos el 25 de octubre de 2011. El primer sencillo fue "More Than You'll Ever Know", con Charlie Wilson . A partir de septiembre de 2011, el sencillo fue la canción más escuchada en las estaciones de radio de adultos urbanos contemporáneos.El álbum incluía 13 temas nuevos y 9 clásicos de Boyz II Men. El Álbum fue producido Tim & Bob, Babyface, Jimmy Jam y Terry Lewis, y Dinasty Song. El álbum debutó en el # 20 en el Billboard 200 y # 4 en el R&B Albums vendiendo 18.400 copias en su primera semana.
Actualidad
En la actualidad el grupo sigue activo, en 2015 actuaron en Las Vegas, en el hotel casino The Mirage, a finales del mes de diciembre (27, 28 y 29).

## Miembros
- Wanya Morris (1988 - )
- Shawn Stockman (1988 - )
- Nathan Morris (1988 - )
- Michael McCary (1988 – 2003) (2011 - )
- Marc Nelson (1988 – 1989)

## Discografía

### Álbumes de estudio
| Año   | Título                                                        | Posición en lista                | Ventas      |
| ----- | ------------------------------------------------------------- | -------------------------------- | ----------- |
| 1991: | Cooleyhighharmony reeditado en 1993 con canciones adicionales | #3 US, #7 UK                     | +17.000.000 |
| 1994: | II también editado en español                                 | #1 (12 semanas) US, #17 UK       | +20.000.000 |
| 1997: | Evolution también editado en español                          | #1 (1 semana) US, #42 CAN #84 UK | +4.000000   |
| 2000: | Nathan Michael Shawn Wanya                                    | #4 US                            | +2.000000   |
| 2002: | Full Circle                                                   | #10 US                           | +2.000000   |
| 2004: | Throwback, Vol. 1                                             | #52 US                           | +500.000    |
| 2006: | The Remedy                                                    |                                  |             |
| 2007: | Motown: A Journey Through Hitsville USA                       | #27 US, #8 UK                    | +500.000    |
| 2009: | Love                                                          | #114 US                          | +100.000    |
| 2011: | Twenty                                                        | #20 US                           | +200.000    |
| 2014: | Collide                                                       | #37 US                           |             |
| 2017: | Under the Streetlight                                         |                                  |             |

### Compilaciones y álbumes especiales
| Año   | Título                                                                                           | Posiciones en lista | Ventas     |
| ----- | ------------------------------------------------------------------------------------------------ | ------------------- | ---------- |
| 1992: | Christmas Interpretations (LP de Navidad)                                                        | #19 US              | +1.000.000 |
| 1995: | The Remix Collection Platino US (LP de remixes)                                                  | #17 US              | +1.000.000 |
| 1999: | The Ballad Collection (LP de compilación)                                                        |                     |            |
| 2001: | Legacy: The Greatest Hits Collection (LP de grandes éxitos, 'edición de lujo' en 2004)           | #89 US              | +500.000   |
| 2003: | 20th Century Masters - The Millennium Collection: The Best of Boyz II Men (LP de grandes éxitos) | #70 US              |            |
| 2005: | Winter/Reflections (LP de Navidad)                                                               |                     |            |

### Sencillos
| Año   | Título                                       | Posiciones en lista             |
| ----- | -------------------------------------------- | ------------------------------- |
| 1991: | "Motownphilly"                               | #3 US, #23 UK - lanzado en 1992 |
| 1991: | "It's So Hard to Say Goodbye to Yesterday"   | #2 US                           |
| 1991: | "Uhh Ahh"                                    | #16 US                          |
| 1992: | "Please Don't Go"                            | #49 US                          |
| 1992: | "End of the Road"                            | #1 US [13 semanas], #1 UK       |
| 1993: | "In the Still of the Nite (I'll Remember)"   | #3 US, #27 UK                   |
| 1993: | "Let It Snow"                                | #32 US                          |
| 1994: | "I'll Make Love To You"                      | #1 US [14 semanas], #5 UK       |
| 1994: | "On Bended Knee"                             | #1 US, #20 UK                   |
| 1995: | "Thank You"                                  | #21 US, #26 UK                  |
| 1995: | "Water Runs Dry"                             | #2 US, #24 UK                   |
| 1995: | "Vibin'"                                     | #56 US                          |
| 1995: | "One Sweet Day" (Mariah Carey & Boyz II Men) | #1 US [16 semanas], #6 UK       |
| 1995: | "I Remember"                                 | #46 US                          |
| 1995: | "Hey Lover" (LL Cool J & Boyz II Men)        | #3 US, #17 UK                   |
| 1997: | "4 Seasons of Loneliness"                    | #1 US, #10 UK                   |
| 1997: | "4 Estaciones de Soledad"                    | #27 Hot Latin Songs             |
| 1997: | "No Dejemos Que Muera el Amor"               | #10 Latin Pop Airplay           |
| 1997: | "A Song for Mama"                            | #7 US, #34 UK                   |
| 1998: | "Can't Let Her Go"                           | #23 UK                          |
| 1999: | "I Will Get There"                           | #32 US, #23 US R&B              |
| 2000: | "Pass You By"                                | #27 US R&B                      |
| 2000: | "Thank You in Advance"                       | #80 US, #40 US R&B              |
| 2002: | "The Color of Love"                          | #51 US R&B                      |
| 2002: | "Relax Your Mind" (feat. Faith Evans)        | #52 US R&B                      |
| 2004: | "What You Won't Do for Love"                 | #60 US R&B                      |
| 2006: | "Muzak"                                      |                                 |
| 2007: | "Tracks Of My Tears"                         | #23 US Adult Contemporany       |
| 2008: | "Just My Imagination (Running Away With Me)" | #83 US R&B                      |
| 2010: | "I Can't Make You Love Me"                   | #75 US R&B                      |
| 2012: | "More Than You'll Ever Know"                 | #59 US R&B                      |